# پرده‌داری کعبه

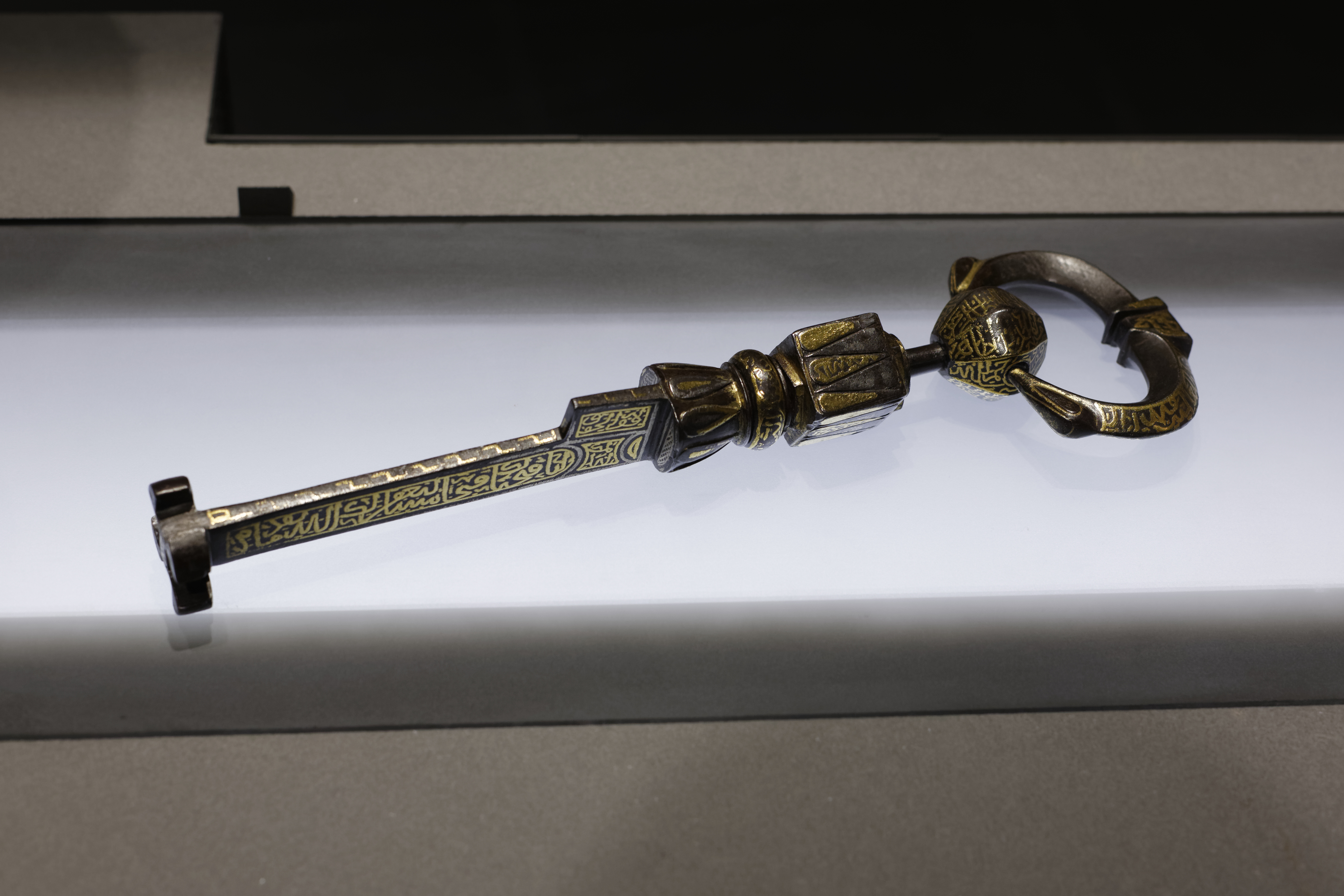
کلید کعبه در روزگار سلطان برقوق.

پرده‌داری کعبه (به عربی: سدانة الکعبة) یک پیشه‌ باستانی است که به معنی پرستاری و پاسداری از کعبه ،از گشودن‌ در آن، بستن و پاکیزه‌گرداندن، جایگزینی پرده آن گرفته تا پیشوازی و میزبانی از دیدارکنندگان آن را در بر می‌گیرد.
از ۱۶ سده پیش ،یعنی پیش از اسلام ،نوادگان قصی پور کلاب این پیشه را به‌گونه ویژه بر دوش دارند که خاندان شیبانی کنونی هم از همان خاندان هستند.
گفته می‌شود در گشودن مکه ، پیامبر اسلام کلید کعبه را به عثمان پور ابوطلحه بازسپرده است.
زین‌العابدین صالح شیبانی ،هفتاد و هفتمین پرده‌دار کعبه پس از گشودن مکه است که از آبان ماه ۱۳۹۳ هجری خورشیدی این پیشه را بر دوش دارد.

## در ادب پارسی
آنجا که عقل و همت و تدبیر و رای نیست
خوش گفت پرده‌دار که کس در سرای نیست— سعدی، گلستان سعدی
من که باشم در آن حرم که صبا
پرده دار حریم حرمت اوست— حافظ، دیوان حافظ